# Internationaler Tag gegen Drogenmissbrauch und unerlaubten Suchtstoffverkehr
Der Internationale Tag gegen Drogenmissbrauch und unerlaubten Suchtstoffverkehr, kurz auch „Weltdrogentag“, offiziell International Day against Drug Abuse and Illicit Trafficking, findet jährlich am 26. Juni statt.

## Hintergrund
Er wurde im Dezember 1987 durch die Resolution 42/112 der Generalversammlung der Vereinten Nationen festgelegt und ist gegen den Missbrauch von Drogen gerichtet. Ähnlich wie der Weltnichtrauchertag ist der Weltdrogentag jedes Jahr Anlass für Aktionen und Pressemitteilungen. Seitens der Vereinten Nationen (UN) ist das Büro der UN für Drogen- und Verbrechensbekämpfung (UNODC) für den „Weltdrogentag“ verantwortlich.

## Aktionen

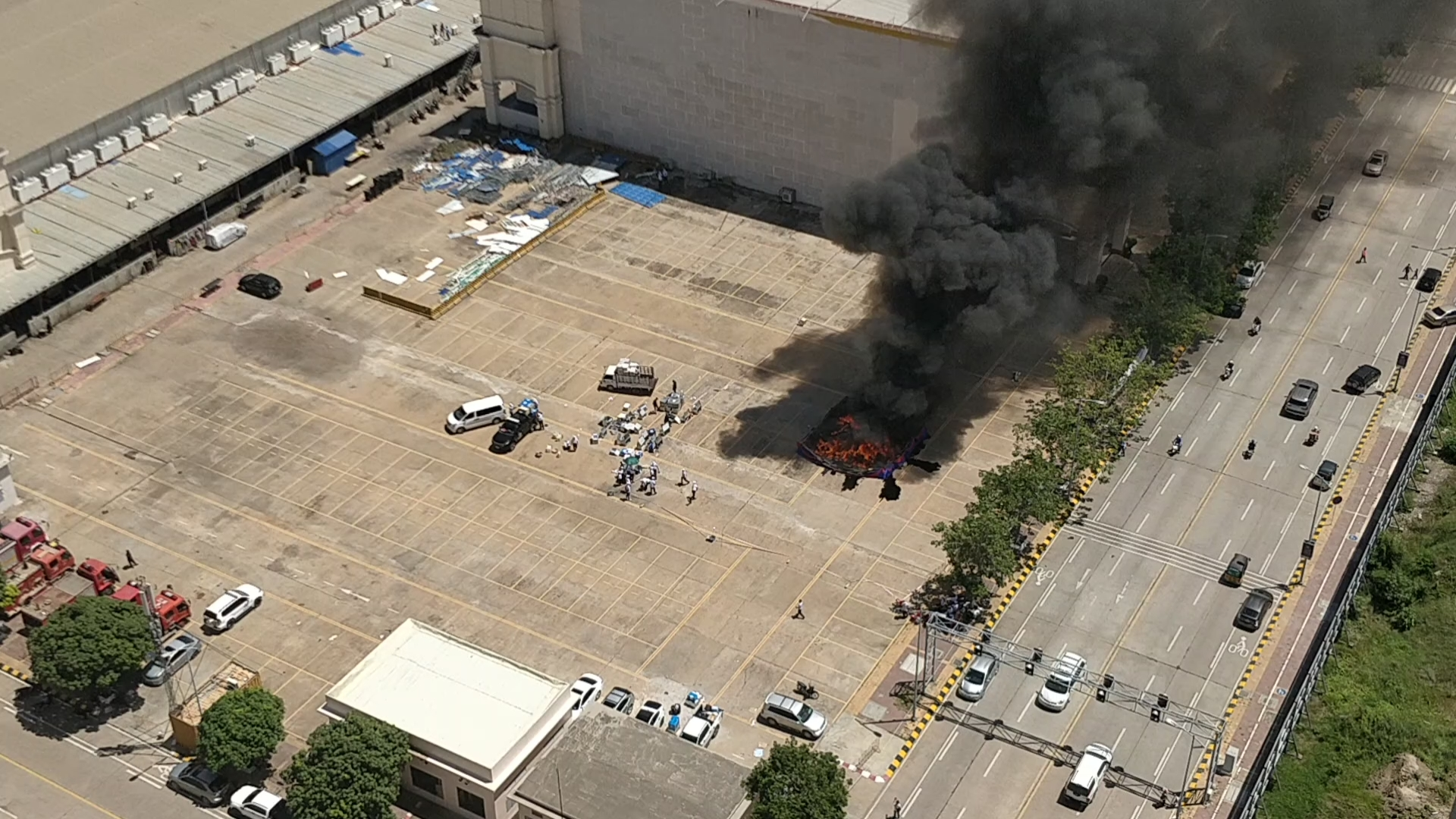
Öffentliches Verbrennen von Drogen am Weltdrogentag 2022 in Kambodscha

In mehreren Ländern wird der Aktionstag durch symbolische Maßnahmen begleitet. So wurden etwa in Kambodscha am 26. Juni 2022 – wie bereits in den Jahren zuvor – beschlagnahmte illegale Drogen öffentlich verbrannt.